# Alessio Vassallo
Alessio Vassallo (Palermo, 10 agosto 1983) è un attore italiano.

## Biografia
Figlio unico, nato e cresciuto a Palermo, dopo aver conseguito il diploma di maturità classica, si trasferisce a Roma. Nel 2007 si diploma presso l'Accademia nazionale d'arte drammatica "Silvio D'Amico". Sempre nel 2007 partecipa a un laboratorio diretto da Luca Ronconi. Inizia recitando in teatro, per poi lavorare nel cinema e in televisione.
Tra i suoi primi lavori, ricordiamo il film TV del 2008 La vita rubata, con Beppe Fiorello, regia di Graziano Diana. Nello stesso anno entra nel cast della soap opera di Rai 3 Agrodolce, dove è protagonista con il ruolo di Salvatore "Tuccio" Cutò.
Il suo esordio cinematografico è del 2006 con il film a episodi Niente storie, a cui fanno seguito, tra gli altri, Viola di mare, regia di Donatella Maiorca, I baci mai dati, regia di Roberta Torre, La moglie del sarto, regia di Massimo Scaglione, Fino a qui tutto bene, regia di Roan Johnson, e Stalker, regia di Luca Tornatore.
Tra i lavori televisivi, ricordiamo: il film Edda Ciano e il comunista, regia di Graziano Diana, la serie Squadra antimafia - Palermo oggi 2, la serie Il giovane Montalbano, regia di Gianluca Maria Tavarelli, la miniserie Gli anni spezzati - Il giudice, diretta anch'essa da Graziano Diana, Madre, aiutami di Gianni Lepre, Sorelle di Cinzia TH Torrini. Nel 2018 interpreta Marco Vespucci nella serie televisiva I Medici di Frank Spotnitz e Nicholas Meyer, andata in onda su Rai 1. Nel 2020, è protagonista del film per la televisione, tratto da un romanzo storico di Andrea Camilleri, La concessione del telefono, diretto da Roan Johnson, in cui interpreta il ruolo di Pippo Genuardi. Dopo il lungo periodo di chiusura dei cinema, dovuto al lockdown da COVID-19, torna sul grande schermo nel 2021 con Sulla giostra di Giorgia Cecere, accanto a Claudia Gerini e Lucia Sardo e Notti in bianco, baci a colazione, con Ilaria Spada, tratto dall'omonimo libro di Matteo Bussola.
In occasione del centenario della tumulazione del Milite ignoto all'Altare della Patria, avvenuta il 4 novembre 1921, interpreta il ruolo del tenente Augusto Tognasso nel docufilm per la TV La scelta di Maria, in cui si rievoca la figura di Maria Bergamas e la storia del soldato sconosciuto, caduto durante i combattimenti della prima guerra mondiale e destinato a simboleggiare tutti i militari periti nella difesa della Patria. Nel 2023 interpreta il film per la TV La stoccata vincente, in cui rievoca la vicenda personale e sportiva dello schermidore, campione del mondo di spada, Paolo Pizzo. 
Nel 2024, è di nuovo al cinema con il film Indagine su una storia d'amore di Gianluca Maria Tavarelli, in cui si mette a nudo la vicenda di una coppia che non rinuncia alla spettacolarizzazione di sé rivelando, in un linguaggio estremamente attuale, tutte le sue fragilità.
Nel 2025 interpreta il ruolo Rodolfo nel film Raqmar di Aurelio Grimaldi
L'attore è legato sentimentalmente alla giovane attrice Ginevra Pisani, ex professoressa del programma televisivo L'eredità.

## Filmografia

### Cinema
- Niente storie, registi vari (2006)
- Viola di mare, regia di Donatella Maiorca (2009)
- L'ultimo re, regia di Aurelio Grimaldi (2009)
- I baci mai dati, regia di Roberta Torre (2010)
- La moglie del sarto, regia di Massimo Scaglione (2012)
- Fino a qui tutto bene, regia di Roan Johnson (2013)
- Stalker, regia di Luca Tornatore (2014)
- La bugia bianca, regia di Giovanni Virgilio (2015)
- Il giorno più bello, regia di Vito Palmieri (2016)
- Taranta on the Road, regia di Salvatore Allocca (2017)
- Sulla giostra , regia di Giorgia Cecere (2021)
- Notti in bianco, baci a colazione, regia di Francesco Mandelli (2021)
- I racconti della domenica - La storia di un uomo per bene, regia di Giovanni Virgilio (2022)
- Indagine su una storia d'amore, regia di Gianluca Maria Tavarelli (2024)
- Italo Calvino nelle città, regia di Davide Ferrario e Marco Belpoliti (2024)
- Arrivederci tristezza, regia di Giovanni Virgilio (2024)
- Raqmar, regia di Aurelio Grimaldi (2025)

### Televisione
- La vita rubata, regia di Graziano Diana – film TV (2008)
- Noi due, regia di Massimo Coglitore – film TV (2008)
- Agrodolce – soap opera (2008-2009)
- Capri 2 – serie TV (2008)
- Edda Ciano e il comunista, regia di Graziano Diana – film TV (2010)
- Squadra antimafia - Palermo oggi 2 – serie TV, episodi 2x01-2x02-2x03 (2010)
- Il giovane Montalbano – serie TV (2012-2015)
- I Borgia – serie TV (2013)
- Gli anni spezzati - Il giudice, regia di Graziano Diana – miniserie TV (2014)
- Madre, aiutami, regia di Gianni Lepre – miniserie TV (2014)
- A testa alta - I martiri di Fiesole, regia di Maurizio Zaccaro – film TV (2014)
- Lontana da me, regia di Claudio Di Biagio – webserie (2015)
- Romanzo siciliano, regia di Lucio Pellegrini – miniserie TV (2016)
- Io sono Libero, regia di Francesco Miccichè e Giovanni Filippetto – film TV (2016)
- Sorelle – serie TV (2017)
- Diario civile - Pio la Torre di Stefano Di Gioacchino, regia di Agostino Pozzi – documentario (2017)
- I Medici - Lorenzo il Magnifico (Medici: The Magnificent) – serie TV, 6 episodi (2018)
- La stagione della caccia - C'era una volta Vigata, regia di Roan Johnson – film TV (2019)
- Passeggeri notturni – serie TV, episodio 1x04 (2020)
- La concessione del telefono - C'era una volta Vigata – film TV, regia di Roan Johnson (2020)
- Le indagini di Lolita Lobosco – serie TV, episodio 1x02 (2021)
- La scelta di Maria, regia di Francesco Miccichè – docufilm (2021)
- Sopravvissuti – serie TV (2022)
- Se mi lasci ti sposo, regia di Matteo Oleotto – film TV dalla serie Purché finisca bene (2022)
- Sei donne - Il mistero di Leila, regia di Vincenzo Marra – miniserie TV (2023)
- La stoccata vincente, regia di Nicola Campiotti – film TV (2023)
- Marconi - L'uomo che ha connesso il mondo, regia di Lucio Pellegrini – miniserie TV (2024)
- Black Out - Le verità nascoste – serie TV (2025)

### Cortometraggi
- Io parlo!, regia di Marco Gianfreda (2009)
- Oggi come ieri, regia di Leonardo Rodolico e Rosario Sparti (2010)
- My Name Is Sid, regia di Giovanni Virgilio (2011)
- Damiano - Al di là delle nuvole iniziano i sogni, regia di Giovanni Virgilio (2012)
- Fratelli minori, regia di Carmen Giardina (2013)
- 41º parallelo, regia di Davide Dapporto (2013)
- Mare d'argento, regia di Carlos Solito (2015)
- Koala, regia di Cristina Puccinelli (2017)
- Marilena, regia di Cristina Puccinelli (2021)

## Teatro
- Milonga cupa, regia di Paola Maffioletti – teatro danza (2002)
- Un uomo e una donna a letto alle 10:30 di sera di Charles Bukowski, regia di Fioretta Mari (2002)
- La cantatrice calva di Eugène Ionesco, regia di Tullio Solenghi (2002)
- No entry, No exit, regia di Paola Maffioletti – teatro danza (2002)
- Le Trachinie di Sofocle, regia di Paolo Giuranna (2003)
- Decameron, da Giovanni Boccaccio, adattamento di Augusto Zucchi e Luigi Lunari, regia di Augusto Zucchi (2003)
- Una mano sul ventre di Marco Savatteri, regia di Marco Savatteri (2004)
- I Miserabili, da Victor Hugo, adattamento e regia di Augusto Zucchi (2004)
- Le notti bianche, da Fëdor Dostoevskij, regia di Luca Pasquinelli (2005)
- Amata mia di e regia di Giancarlo Sepe (2005)
- La nuvola in calzoni di Vladimir Majakovskij, regia di Ennio Coltorti (2006)
- La cucina di Arnold Wesker, regia di Armando Pugliese (2007)
- Dieci storie proprio così di Emanuela Giordano (anche regia) e Giulia Minoli (2016-2018)
- Il viaggio di Enea di Olivier Kemeid, regia di Emanuela Giordano (2017)
- Io Paolo - I giorni di Giuda, Intervista marziana a Paolo Borsellino di Francesco Vitale e Manfredi Borsellino (2020)
- Quel film sono io di Olivia Rosenthal, adattamento di Umberto Cantone, regia di Umberto Cantone e Alfio Scuderi – monologo Giù la testa (2020)
- La concessione del telefono, da Andrea Camilleri, adattamento di Andrea Camilleri e Giuseppe Dipasquale, regia di Giuseppe Dipasquale (2022)
- Marcovaldo, da Italo Calvino, con Mirco Ghirardini al clarinetto (2023)
- Il grande Gatsby, da Francis Scott Fitzgerald, adattamento e regia di Alessandra Pizzi (2023)
- Il male oscuro, da Giuseppe Berto, adattamento e regia di Giuseppe Dipasquale (2025)

## Spot pubblicitari
- Cameo Ciobar, per Cameo, regia di Paolo Genovese e Luca Miniero (2006)
- Succo di frutta Life, per Delta Food (2007)

## Riconoscimenti
- Paladino d'Oro Sport Film Festival, Premio Speciale, Palermo, 2021
- Festa Italia, miglior attore, Lancaster, 2022
- Magna Grecia Awards, miglior attore, Bari, 2022
- Premio Pirandello, premio nazionale di teatro Palermo, 2022
- Tao Award, Taormina, 2023
- Marettimo Film Fest, miglior attore per il film I racconti della domenica, 2023
- International Imago Film Festival, premio Vittorio Gassman miglior attore per il film Notti in bianco, baci a colazione, Civitella del Tronto, 2023
- Starlight International Cinema Award, Venezia, 2023
- Nastro d'argento speciale, Taormina Film Festival, 2024